# Fiat 124 Spider
Fiat 124 Spider – samochód sportowy typu roadster klasy kompaktowej produkowany pod włoską marką Fiat w latach 2016 - 2020.

## Historia i opis modelu

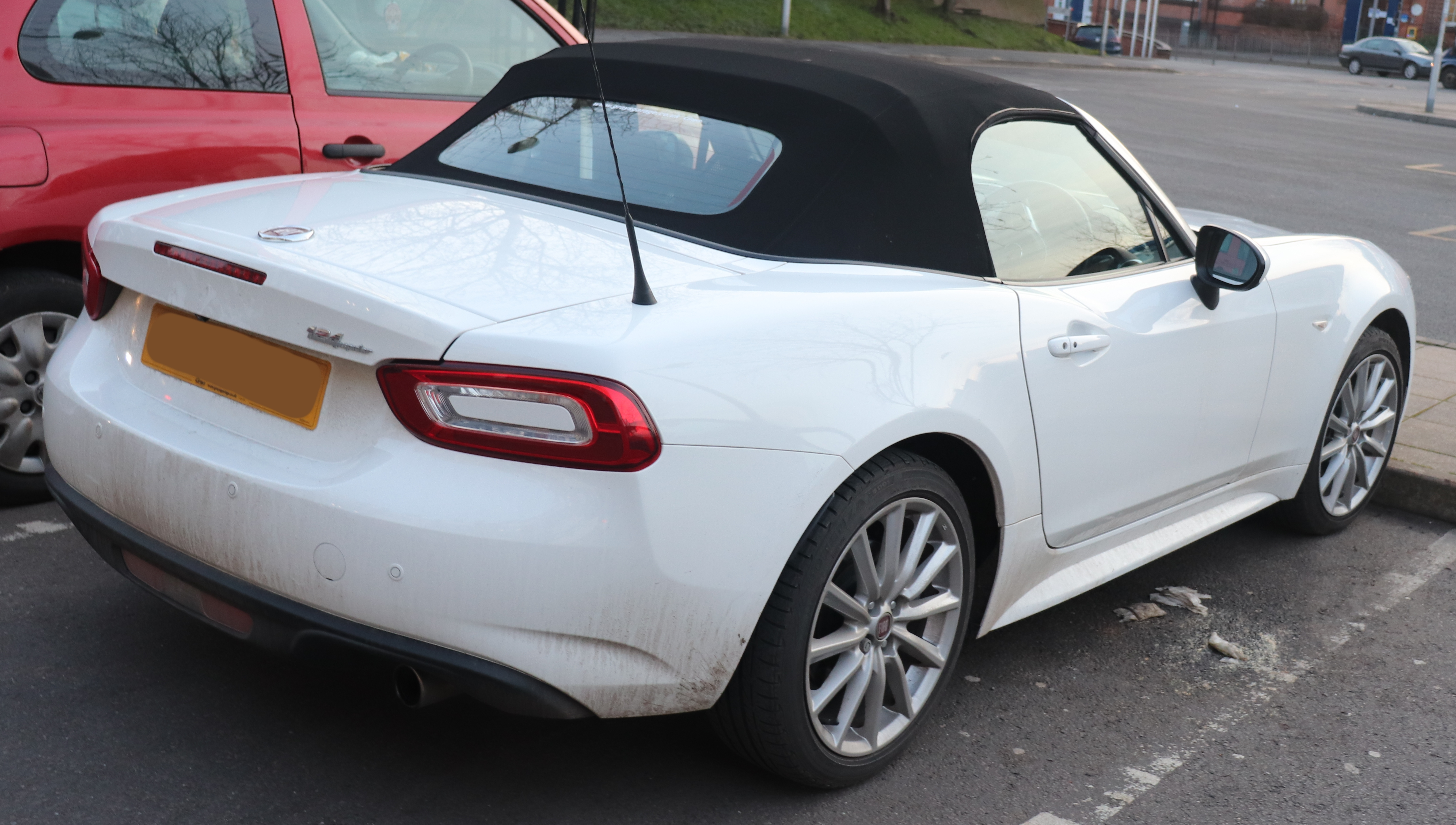
Fiat 124 Spider - tył

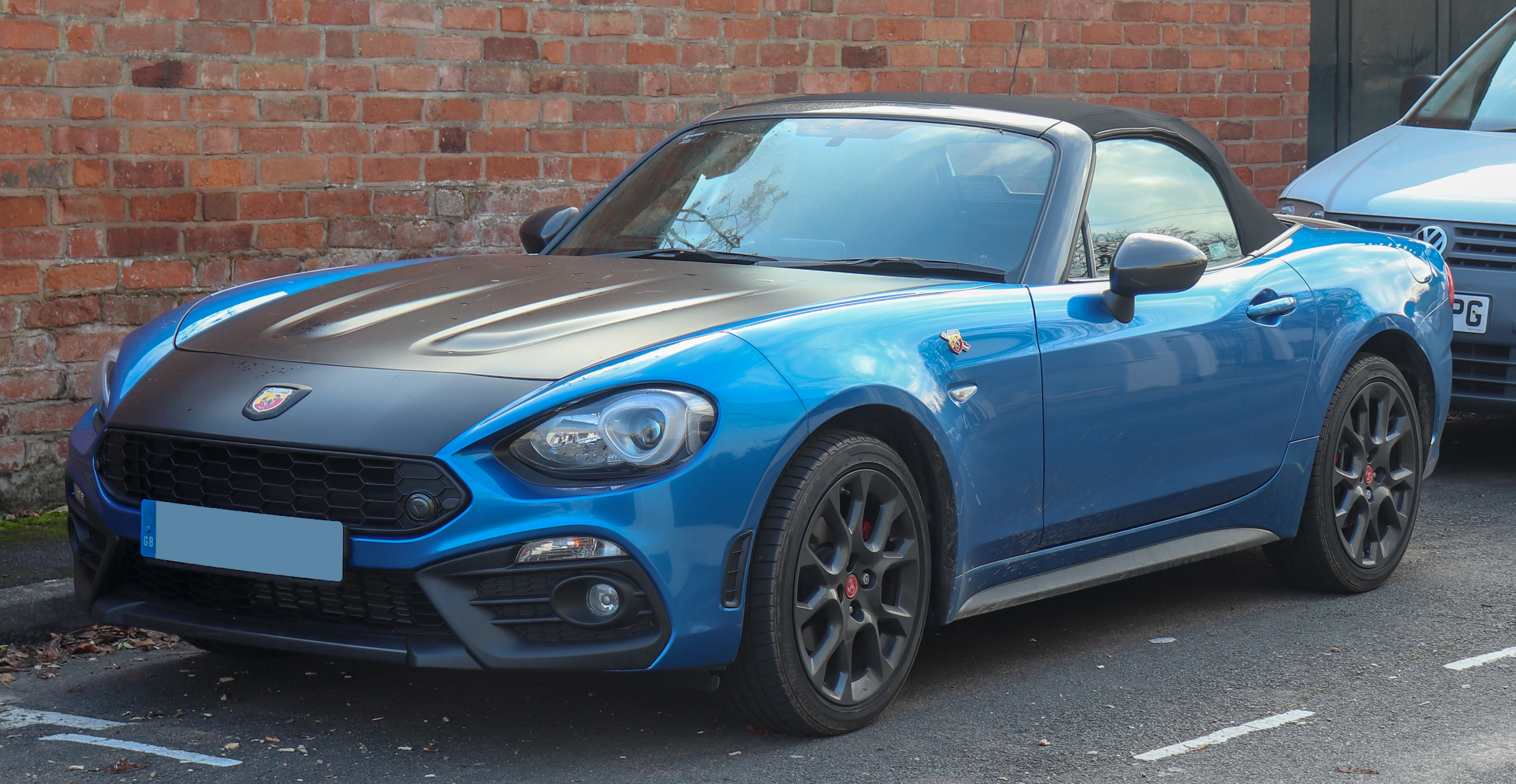
Abarth 124 Spider

W 2012 roku został zawarty alians pomiędzy Alfą Romeo (wówczas grupa FIAT) oraz Mazdą, na podstawie którego miały zostać zaprojektowane dwa roadstery dzielące podzespoły mechaniczne, ale różniące się projektem karoserii.. Dwa lata później podjęto decyzję o zmianie koncepcji, w związku z którą produkcja samochodów marki Alfa Romeo powinna odbywać się wyłącznie na terenie Włoch. W konsekwencji nowy model wytwarzany w japońskiej fabryce został zaprezentowany pod marką FIAT. 
Premiera modelu odbyła się podczas targów motoryzacyjnych w Los Angeles w listopadzie 2015 roku. Względem Mazdy MX-5 przeprojektowano atrapę chłodnicy, zderzak oraz reflektory (wykonane w technologii LED). Z tyłu pojazdu zmieniono m.in. zderzak, zastosowano dwie końcówki układu wydechowego oraz inne lampy tylne. Wnętrze pojazdu pozostało identyczne.. Auta dzielą poza tym ze sobą platformę, elementy konstrukcyjne, wnętrze oraz mechanizm zamykania dachu.
Napęd stanowi opracowany przez Abartha, czterocylindrowy, turbodoładowany silnik benzynowy o pojemności 1.4 l i mocy maksymalnej 170 KM oraz 249 Nm maksymalnego momentu obrotowego. W ofercie podstawowej znajduje się silnik o tej samej pojemności, który dysponuje mocą 140 KM i 240 Nm maksymalnego momentu obrotowego. Moc pojazdu przenoszona jest na tylną oś za pomocą 6-biegowej manualnej bądź automatycznej skrzyni biegów. 

### Wersje wyposażeniowe
- 124 Spider
- 124 Spider Lusso
- Prima Edizione Lusso - limitowana edycja na rozpoczęcie produkcji powstała w liczbie 124 egzemplarzy[4]

Standardowe wyposażenie pojazdu obejmuje m.in. radio DAB z 7-calowym ekranem, 4 głośnikami, portem USB oraz AUX oraz dwoma głośnikami w zagłówku fotela kierowcy, 16-calowe alufelgi, klimatyzację manualną, system aktywnych zagłówków przednich, 4 poduszki powietrzne, ABS z ESP, ESC, system Active Hood, czyli pirotechnicznie unoszona maska przednia w przypadku uderzenia w pieszego, system monitorowania ciśnienia w oponach (TPMS), tylne światła wykonane w technologii LED, zamek centralny z pilotem, wielofunkcyjną skórzaną kierownicę, tempomat oraz wspomaganie kierownicy. 
Wersja 124 Spider Lusso dodatkowo wyposażona jest m.in. w adaptacyjne światła przednie (AFS) wykonane w technologii LED, spryskiwacze reflektorów, czujnik zmierzchu i deszczu, 17-calowe alufelgi, klimatyzację automatyczną, skórzaną tapicerkę, podgrzewane przednie fotele, światła przeciwmgłowe przednie.

### Silniki
| 1.4 Multiair Turbo        | 1368 | R4 | 140 (103)/5000 | 240/2250 | 7,5 | 215 |
| Abarth 1.4 Multiair Turbo | 1368 | R4 | 170 (125)/6250 | 250/2500 | 6,8 | 232 |